# پوگاچیوف
شهر پوگاچیوف (به روسی: Пугачев) در کشور روسیه و در اوبلاست ساراتوف واقع شده‌است.